# Michel Alphant
Michel Alphant (Bourg-de-Péage, 5 de abril, 1983) é um futebolista da França.